# 勒勒韦斯特莱索
勒勒韦斯特莱索（法語：Le Revest-les-Eaux，法語發音：[lə ʁəvɛst le.z‿o]）是法国普罗旺斯-阿尔卑斯-蓝色海岸大区瓦尔省的一个市镇，位于该省西南部，省会土伦北部，属于土伦区。

## 地理
勒勒韦斯特莱索（43°10'35"N, 5°55'35"E）面积24.07 平方千米，位于法国普罗旺斯-阿尔卑斯-蓝色海岸大区瓦尔省，该省份为法国东南部沿海省份，北起上普罗旺斯阿尔卑斯省，西北角与沃克吕兹省接壤，西接罗讷河口省，南濒地中海，东临滨海阿尔卑斯省。
与勒勒韦斯特莱索接壤的市镇（或旧市镇、城区）包括：埃沃诺斯、索列斯图卡斯、索列斯城、土伦、瓦尔省拉瓦莱特。

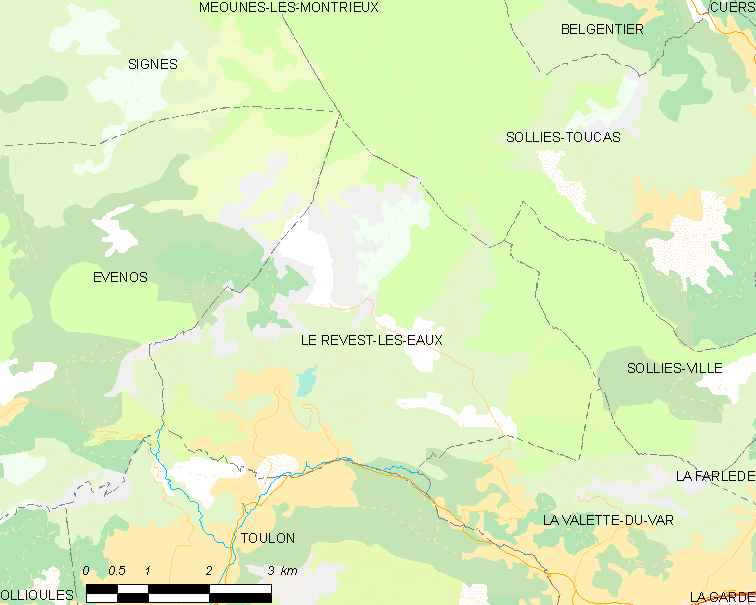
勒勒韦斯特莱索的OSM定位图

勒勒韦斯特莱索的时区为UTC+01:00、UTC+02:00（夏令时）。

## 行政
勒勒韦斯特莱索的邮政编码为83200，INSEE市镇编码为83103。

## 政治
勒勒韦斯特莱索所属的省级选区为土伦第三县。

## 人口

1962-2008年间勒勒韦斯特莱索人口变化图示

勒勒韦斯特莱索于2022年1月1日时的人口数量为4046人。